# Mergulhão-de-clark
O mergulhão-de-clark ou mergulhão-de-cara-branca (Aechmophorus clarkii) é uma espécie de mergulhão de porte médio, encontrado na da América do Norte. Até à década de 1980, era considerado um morfo pálido do mergulhão-americano-ocidental, ao qual se assemelha em tamanho, área de distribuição e comportamento. São conhecidos indivíduos intermédios entre as duas espécies.